# آرتور بردفورد (بازیکن فوتبال)
آرتور بردفورد (انگلیسی: Arthur Bradford; ۳ ژوئیهٔ ۱۹۰۲ – ۱۳ آوریل ۱۹۴۴) بازیکن فوتبال اهل بریتانیا بود.
از باشگاه‌هایی که در آن بازی کرده‌است می‌توان به باشگاه فوتبال کاوز اسپورتز و باشگاه فوتبال ساوت‌همپتون اشاره کرد.